# Zhang Qingli
Zhang Qingli és una esportista xinesa que va competir en judo, guanyadora d'una medalla d'or al Campionat Asiàtic de Judo de 1999 en la categoria de +78 kg.

## Palmarès internacional
| Campionat Asiàtic | Campionat Asiàtic          | Campionat Asiàtic | Campionat Asiàtic |
| Any               | Lloc                       | Medalla           | Categoria         |
| ----------------- | -------------------------- | ----------------- | ----------------- |
| 1999              | Wenzhou ( R.P. de la Xina) | 1                 | +78 kg            |